# Bubsy in Claws Encounters of the Furred Kind
Bubsy in Claws Encounters of the Furred Kind è un videogioco a piattaforme con grafica bidimensionale pubblicato da Accolade nel 1993 per SNES e Sega Mega Drive.
È il primo videogioco con protagonista la lince rossa Bubsy, che comparirà in alcuni sequel (Bubsy 2, Bubsy in Fractured Furry Tales e Bubsy 3D). Dalla serie è stato inoltre tratto un cartone animato, di cui è stato prodotto solamente il pilota. Il titolo richiama il film Incontri ravvicinati del terzo tipo.